# 2022-es labdarúgó-világbajnokság-selejtező
A 2022-es labdarúgó-világbajnokság selejtezői döntöttek arról, hogy mely 31 csapat jutott ki a 2022-es labdarúgó-világbajnokságra, a rendező Katar mellett. A világbajnokság a selejtezőkkel együtt FIFA-rendezvénynek minősült és a FIFA szabályait alkalmazták. Észak-Korea a selejtező közben, Saint Lucia, Amerikai Szamoa és Szamoa pedig a selejtezőik megkezdése előtt visszaléptek. Így összesen 207 ország vett részt a selejtezőn.

## Részvételi jogok
Az alábbi táblázat mutatja, hogy az egyes tagszövetségek hány kvótát kapott a világbajnokságra.
| Tagszövetség | Hely a tagországok számára                                                                                    |
| --- | --- |
| UEFA | 13 hely |
| CAF | 5 hely |
| CONMEBOL | 4 vagy 5 hely                                                                                                 |
| AFC | 4 vagy 5 hely (Katar a rendező jogán automatikus résztvevője a világbajnokságnak, így összesen 5 vagy 6 hely) |
| CONCACAF | 3 vagy 4 hely                                                                                                 |
| OFC | 0 vagy 1 hely (nincs biztosított hely)                                                                        |
| Megjegyzés: A dél-amerikai 5., az ázsiai 5., az észak-amerikai 4., és az óceániai csoport győztesének rájátszást kellett játszania. | |

## A világbajnokságra kijutott csapatok

A következő csapatok vettek részt a 2022-es labdarúgó-világbajnokságon:
A kvalifikáció megszerzésének sorrendjében. A "Világbajnoki részvétel" oszlop már tartalmazza a 2022-es labdarúgó-világbajnokságot is.
| Csapat           | Kvalifikáció módja                                       | Kvalifikáció időpontja | Világbajnoki részvétel | Utolsó részvétel | Legjobb eredmény                           |
| ---------------- | -------------------------------------------------------- | ---------------------- | ---------------------- | ---------------- | ------------------------------------------ |
| Katar            | Rendező                                                  | 2010. december 2.      | 1                      | –                | még nem vett részt vb-n                    |
| Németország      | UEFA, J csoport győztese                                 | 2021. október 11.      | 20                     | 2018             | Világbajnok (1954, 1974, 1990, 2014)       |
| Dánia            | UEFA, F csoport győztese                                 | 2021. október 12.      | 6                      | 2018             | Negyeddöntő (1998)                         |
| Brazília         | CONMEBOL, 1. helyezett                                   | 2021. november 11.     | 22                     | 2018             | Világbajnok (1958, 1962, 1970, 1994, 2002) |
| Franciaország    | UEFA, D csoport győztese                                 | 2021. november 13.     | 16                     | 2018             | Világbajnok (1998, 2018)                   |
| Belgium          | UEFA, E csoport győztese                                 | 2021. november 13.     | 14                     | 2018             | Bronzérmes (2018)                          |
| Horvátország     | UEFA, H csoport győztese                                 | 2021. november 14.     | 6                      | 2018             | Ezüstérmes (2018)                          |
| Spanyolország    | UEFA, B csoport győztese                                 | 2021. november 14.     | 16                     | 2018             | Világbajnok (2010)                         |
| Szerbia          | UEFA, A csoport győztese                                 | 2021. november 14.     | 13                     | 2018             | Negyedik hely (1930, 1962)                 |
| Anglia           | UEFA, I csoport győztese                                 | 2021. november 15.     | 16                     | 2018             | Világbajnok (1966)                         |
| Svájc            | UEFA, C csoport győztese                                 | 2021. november 15.     | 12                     | 2018             | Negyeddöntő (1934, 1938, 1954)             |
| Hollandia        | UEFA, G csoport győztese                                 | 2021. november 16.     | 11                     | 2014             | Ezüstérmes (1974, 1978, 2010)              |
| Argentína        | CONMEBOL, 2. helyezett                                   | 2021. november 16.     | 18                     | 2018             | Világbajnok (1978, 1986)                   |
| Irán             | AFC, 3. forduló, A csoport, 1. helyezett                 | 2022. január 27.       | 6                      | 2018             | Csoportkör (1978, 1998, 2006, 2014, 2018)  |
| Dél-Korea        | AFC, 3. forduló, A csoport, 2. helyezett                 | 2022. február 1.       | 11                     | 2018             | Negyedik hely (2002)                       |
| Japán            | AFC, 3. forduló, B csoport, 2. helyezett                 | 2022. március 24.      | 7                      | 2018             | Nyolcaddöntő (2002, 2010, 2018)            |
| Szaúd-Arábia     | AFC, 3. forduló, B csoport, 1. helyezett                 | 2022. március 24.      | 6                      | 2018             | Nyolcaddöntő (1994)                        |
| Ecuador          | CONMEBOL, 4. helyezett                                   | 2022. március 24.      | 4                      | 2014             | Nyolcaddöntő (2006)                        |
| Uruguay          | CONMEBOL, 3. helyezett                                   | 2022. március 24.      | 14                     | 2018             | Világbajnok (1930, 1950)                   |
| Kanada           | CONCACAF, 3. forduló, 1. helyezett                       | 2022. március 27.      | 2                      | 1986             | Csoportkör (1986)                          |
| Ghána            | CAF, 3. forduló, győztes                                 | 2022. március 29.      | 4                      | 2014             | Negyeddöntő (2010)                         |
| Szenegál         | CAF, 3. forduló, győztes                                 | 2022. március 29.      | 3                      | 2018             | Negyeddöntő (2002)                         |
| Portugália       | UEFA, pótselejtező, C ág győztese                        | 2022. március 29.      | 8                      | 2018             | Bronzérmes (1966)                          |
| Lengyelország    | UEFA, pótselejtező, B ág győztese                        | 2022. március 29.      | 9                      | 2018             | Bronzérmes (1974, 1982)                    |
| Tunézia          | CAF, 3. forduló, győztes                                 | 2022. március 29.      | 6                      | 2018             | Csoportkör (1978, 1998, 2002, 2006, 2018)  |
| Marokkó          | CAF, 3. forduló, győztes                                 | 2022. március 29.      | 6                      | 2018             | Nyolcaddöntő (1986)                        |
| Kamerun          | CAF, 3. forduló, győztes                                 | 2022. március 29.      | 8                      | 2014             | Negyeddöntő (1990)                         |
| Egyesült Államok | CONCACAF, 3. forduló, 3. helyezett                       | 2022. március 30.      | 11                     | 2014             | Bronzérmes (1930)                          |
| Mexikó           | CONCACAF, 3. forduló, 2. helyezett                       | 2022. március 30.      | 17                     | 2018             | Negyeddöntő (1970, 1986)                   |
| Wales            | UEFA, pótselejtező, A ág győztese                        | 2022. június 5.        | 2                      | 1958             | Negyeddöntő (1958)                         |
| Ausztrália       | Interkontinentális pótselejtező, AFC – CONMEBOL győztese | 2022. június 13.       | 6                      | 2018             | Nyolcaddöntő (2006)                        |
| Costa Rica       | Interkontinentális pótselejtező, CONCACAF – OFC győztese | 2022. június 14.       | 6                      | 2018             | Negyeddöntő (2014)                         |

Jegyzetek
1. ↑  Németország 1951 és 1990 között NSZK-ként, külön szerepelt az NDK-tól.
2. ↑  Szerbia 3. szereplése. A FIFA Szerbiát tekinti Jugoszlávia valamint Szerbia és Montenegró jogutódjának, akik összesen 10 alkalommal szerepeltek a világbajnokságokon.
3. ↑  1930-ban hivatalos bronzmérkőzés nem volt, az Egyesült Államok és Jugoszlávia is elvesztette az elődöntőt. Ugyanakkor a FIFA a jobb összesített eredmény alapján ebben a sorrendben rangsorolta a csapatokat.

## Formátum

### Sorrend meghatározása
A selejtezők során a csoportokban a következők szerint kellett meghatározni a sorrendet:
1. több szerzett pont az összes mérkőzésen (egy győzelemért 3 pont, egy döntetlenért 1 pont jár, a vereségért nem jár pont)
2. jobb gólkülönbség az összes mérkőzésen
3. több lőtt gól az összes mérkőzésen
4. több szerzett pont az azonosan álló csapatok között lejátszott mérkőzéseken
5. jobb gólkülönbség az azonosan álló csapatok között lejátszott mérkőzéseken
6. több lőtt gól az azonosan álló csapatok között lejátszott mérkőzéseken
7. több idegenben szerzett gól (ha két csapat azonosan áll)
8. Fair play-point
  - első sárga lap: –1 point
  - nem közvetlen piros lap (második sárga lap): –3 points
  - közvetlen piros lap: –4 points
  - sárga lap és közvetlen piros lap: –5 points
9. sorsolás a Végrehajtó Bizottság által

## Selejtezők

### Afrika (CAF)
(5 hely)
Összesen 54 afrikai válogatott vett részt a selejtezőn. Az Afrikai Labdarúgó-szövetség (CAF) 2019. július 10-én jelentette be a lebonyolítás formáját.
Az afrikai selejtező fordulói:
- Első forduló: 28 csapat vett részt (a 27–54. helyen rangsoroltak). A csapatok oda-visszavágós rendszerben mérkőztek, a párosítások győztesei továbbjutottak a második fordulóba.
- Második forduló: 40 csapat vett részt (az 1–26. helyen rangsoroltak és az első forduló 14 továbbjutója). A csapatokat 10 darab négycsapatos csoportba sorsolták, ahol körmérkőzéses oda-visszavágós rendszerben mérkőztek meg egymással. A csoportgyőztesek továbbjutottak a harmadik fordulóba.
- Harmadik forduló: 10 csapat vett részt (a harmadik forduló 10 továbbjutója). A csapatokat öt párba sorsolták, a párok oda-visszavágós rendszerben mérkőztek. A párosítások győztesei kijutottak a világbajnokságra.

3. forduló

| 1. csapat | Össz.Tooltip Aggregate score | 2. csapat | 1. mérk. | 2. mérk.   |
| --------- | ---------------------------- | --------- | -------- | ---------- |
| Egyiptom  | 1–1 (t. 1–3)                 | Szenegál  | 1–0      | 0–1 (h.u.) |
| Kamerun   | 2–2 (i.g.)                   | Algéria   | 0–1      | 2–1 (h.u.) |
| Ghána     | 1–1 (i.g.)                   | Nigéria   | 0–0      | 1–1        |
| Kongói DK | 2–5                          | Marokkó   | 1–1      | 1–4        |
| Mali      | 0–1                          | Tunézia   | 0–1      | 0–0        |

### Ázsia (AFC)
(4 vagy 5 hely, és a rendező Katar)
Összesen 46 ázsiai válogatott vett részt a selejtezőn. Ázsiából a rendező Katar mellett négy válogatott jutott ki automatikusan a világbajnokságra, az ötödik helyezett csapatnak interkontinentális pótselejtezőt kellett játszania.
Az első két forduló a 2023-as Ázsia-kupa selejtezője is, emiatt ebben a két fordulóban a 2022-es világbajnokság rendezője, Katar is részt vett.
Az ázsiai selejtező fordulói:
- Első forduló: 12 csapat vett részt (a 35–46. helyen rangsoroltak), a csapatok oda-visszavágós rendszerben mérkőztek, a párosítások győztesei továbbjutottak a második fordulóba.
- Második forduló: 40 csapat vesz részt (az 1–34. helyen rangsoroltak, Katarral együtt és az első forduló 6 továbbjutója). A csapatokat nyolc darab ötcsapatos csoportba sorsolták, ahol körmérkőzéses oda-visszavágós rendszerben mérkőznek meg egymással. A nyolc csoportgyőztes és a négy legjobb második helyezett továbbjutott a harmadik fordulóba és kijut a 2023-as Ázsia-kupára. Amennyiben Katar a továbbjutók között van, akkor az ötödik legjobb második helyezett is a harmadik fordulóba jut.[5]
- Harmadik forduló: 12 csapat vett részt (a második forduló 12 továbbjutója). A csapatokat két darab hatcsapatos csoportba sorsolták, ahol körmérkőzéses oda-visszavágós rendszerben mérkőztek meg egymással. A csoportok első két helyezettje kijutott a világbajnokságra, a harmadik helyezettek a negyedik fordulóba jutottak.
- Negyedik forduló: A harmadik forduló két harmadik helyezettje vett részt. A két csapat egyetlen mérkőzést játszott. A győztes interkontinentális pótselejtezőn vett részt.

A 3. forduló végeredménye

### Dél-Amerika (CONMEBOL)
(4 vagy 5 hely)
A dél-amerikai selejtezőben 10 válogatott vett részt, amely egyetlen csoportot alkotott. A csoportban a csapatok körmérkőzéses, oda-visszavágós rendszerben mérkőztek meg egymással. Az első négy csapat kijutott a világbajnokságra, az ötödik helyezett dél-amerikai ország interkontinentális pótselejtezőn vett részt.
Végeredmény
| Hely. | Csapat    | M  | Gy | D | V  | G+ | G– | Gk  | P  | Továbbjutás                         |     | Brazília | Argentína | Uruguay | Ecuador | Peru | Kolumbia | Chile | Paraguay | Bolívia | Venezuela |
| ----- | --------- | -- | -- | - | -- | -- | -- | --- | -- | ----------------------------------- | --- | -------- | --------- | ------- | ------- | ---- | -------- | ----- | -------- | ------- | --------- |
| 1.    | Brazília  | 17 | 14 | 3 | 0  | 40 | 5  | +35 | 45 | Kijutott a 2022-es világbajnokságra |     | —        | tör.      | 4–1     | 2–0     | 2–0  | 1–0      | 4–0   | 4–0      | 5–0     | 1–0       |
| 2.    | Argentína | 17 | 11 | 6 | 0  | 27 | 8  | +19 | 39 | Kijutott a 2022-es világbajnokságra |     | 0–0      | —         | 3–0     | 1–0     | 1–0  | 1–0      | 1–1   | 1–1      | 3–0     | 3–0       |
| 3.    | Uruguay   | 18 | 8  | 4 | 6  | 22 | 22 | 0   | 28 | Kijutott a 2022-es világbajnokságra |     | 0–2      | 0–1       | —       | 1–0     | 1–0  | 0–0      | 2–1   | 0–0      | 4–2     | 4–1       |
| 4.    | Ecuador   | 18 | 7  | 5 | 6  | 27 | 19 | +8  | 26 | Kijutott a 2022-es világbajnokságra |     | 1–1      | 1–1       | 4–2     | —       | 1–2  | 6–1      | 0–0   | 2–0      | 3–0     | 1–0       |
| 5.    | Peru      | 18 | 7  | 3 | 8  | 19 | 22 | −3  | 24 | Interkontinetális pótselejtező      |     | 2–4      | 0–2       | 1–1     | 1–1     | —    | 0–3      | 2–0   | 2–0      | 3–0     | 1–0       |
| 6.    | Kolumbia  | 18 | 5  | 8 | 5  | 20 | 19 | +1  | 23 |                                     |     | 0–0      | 2–2       | 0–3     | 0–0     | 0–1  | —        | 3–1   | 0–0      | 3–0     | 3–0       |
| 7.    | Chile     | 18 | 5  | 4 | 9  | 19 | 26 | −7  | 19 |                                     | 0–1 | 1–2      | 0–2       | 0–2     | 2–0     | 2–2  | —        | 2–0   | 1–1      | 3–0     |           |
| 8.    | Paraguay  | 18 | 3  | 7 | 8  | 12 | 26 | −14 | 16 |                                     | 0–2 | 0–0      | 0–1       | 3–1     | 2–2     | 1–1  | 0–1      | —     | 2–2      | 2–1     |           |
| 9.    | Bolívia   | 18 | 4  | 3 | 11 | 23 | 42 | −19 | 15 |                                     | 0–4 | 1–2      | 3–0       | 2–3     | 1–0     | 1–1  | 2–3      | 4–0   | —        | 3–1     |           |
| 10.   | Venezuela | 18 | 3  | 1 | 14 | 14 | 34 | −20 | 10 |                                     | 1–3 | 1–3      | 0–0       | 2–1     | 1–2     | 0–1  | 2–1      | 0–1   | 4–1      | —       |           |

### Észak- és Közép-Amerika, Karib-térség (CONCACAF)
(3 vagy 4 hely)
2020. június 25-én Covid19-pandémia miatt a FIFA elhalasztotta a 2020. szeptemberi mérkőzéseket. Ennek következtében a formátumot megváltoztatták. 2020. július 27-én jelentette be a CONCACAF az új formátumot.
- Első forduló: a 6–35. helyen rangsorolt csapatokat 6 darab ötcsapatos csoportba sorsolták. A csapatok egyszeri körmérkőzéses rendszerben mérkőztek meg egymással, mindegyik csapat kétszer játszott hazai pályán és idegenben. A csoportgyőztesek a második fordulóba jutottak.
- Második forduló: az első forduló hat csoportgyőztese három párban oda-visszavágós rendszerben mérkőzött meg. A három győztes a harmadik fordulóba jutott.
- Harmadik forduló: az 1–5. helyen rangsorolt csapatok és a második forduló három továbbjutója egy nyolccsapatos csoportban körmérkőzéses, oda-visszavágós rendszerben mérkőztek meg egymással. Az első három helyezett kijutott a világbajnokságra, a negyedik helyezett az interkontinentális pótselejtezőbe jutott.

A 3. forduló végeredménye

| \| Hely. \| Csapat \| M \| Gy \| D \| V \| G+ \| G– \| Gk \| P \| Továbbjutás \| \| Kanada \| Mexikó \| Amerikai Egyesült Államok \| Costa Rica \| Panama \| Jamaica \| Salvador \| Honduras \| \| ----- \| ---------------- \| -- \| -- \| - \| -- \| -- \| -- \| --- \| -- \| --------------------------------------- \| --- \| ------ \| ------ \| ------------------------- \| ---------- \| ------ \| ------- \| -------- \| -------- \| \| 1. \| Kanada \| 14 \| 8 \| 4 \| 2 \| 23 \| 7 \| +16 \| 28 \| Kijutott a 2022-es világbajnokságra \| \| — \| 2–1 \| 2–0 \| 1–0 \| 4–1 \| 4–0 \| 3–0 \| 1–1 \| \| 2. \| Mexikó \| 14 \| 8 \| 4 \| 2 \| 17 \| 8 \| +9 \| 28 \| Kijutott a 2022-es világbajnokságra \| \| 1–1 \| — \| 0–0 \| 0–0 \| 1–0 \| 2–1 \| 2–0 \| 3–0 \| \| 3. \| Egyesült Államok \| 14 \| 7 \| 4 \| 3 \| 21 \| 10 \| +11 \| 25 \| Kijutott a 2022-es világbajnokságra \| \| 1–1 \| 2–0 \| — \| 2–1 \| 5–1 \| 2–0 \| 1–0 \| 3–0 \| \| 4. \| Costa Rica \| 14 \| 7 \| 4 \| 3 \| 13 \| 8 \| +5 \| 25 \| Interkontinetális pótselejtezőbe jutott \| \| 1–0 \| 0–1 \| 2–0 \| — \| 1–0 \| 1–1 \| 2–1 \| 2–1 \| \| 5. \| Panama \| 14 \| 6 \| 3 \| 5 \| 17 \| 19 \| −2 \| 21 \| \| \| 1–0 \| 1–1 \| 1–0 \| 0–0 \| — \| 3–2 \| 2–1 \| 1–1 \| \| 6. \| Jamaica \| 14 \| 2 \| 5 \| 7 \| 12 \| 22 \| −10 \| 11 \| \| 0–0 \| 1–2 \| 1–1 \| 0–1 \| 0–3 \| — \| 1–1 \| 2–1 \| \| \| 7. \| Salvador \| 14 \| 2 \| 4 \| 8 \| 8 \| 18 \| −10 \| 10 \| \| 0–2 \| 0–2 \| 0–0 \| 1–2 \| 1–0 \| 1–1 \| — \| 0–0 \| \| \| 8. \| Honduras \| 14 \| 0 \| 4 \| 10 \| 7 \| 26 \| −19 \| 4 \| \| 0–2 \| 0–1 \| 1–4 \| 0–0 \| 2–3 \| 0–2 \| 0–2 \| — \| \|Forrás: FIFA, CONCACAF · Sorrend szabályai: Sorrend meghatározása |                  |    |    |   |    |    |    |     |    |                                         |     |        |        |                           |            |        |         |          |          |
| Hely. | Csapat           | M  | Gy | D | V  | G+ | G– | Gk  | P  | Továbbjutás                             |     | Kanada | Mexikó | Amerikai Egyesült Államok | Costa Rica | Panama | Jamaica | Salvador | Honduras |
| 1. | Kanada           | 14 | 8  | 4 | 2  | 23 | 7  | +16 | 28 | Kijutott a 2022-es világbajnokságra     |     | —      | 2–1    | 2–0                       | 1–0        | 4–1    | 4–0     | 3–0      | 1–1      |
| 2. | Mexikó           | 14 | 8  | 4 | 2  | 17 | 8  | +9  | 28 | Kijutott a 2022-es világbajnokságra     |     | 1–1    | —      | 0–0                       | 0–0        | 1–0    | 2–1     | 2–0      | 3–0      |
| 3. | Egyesült Államok | 14 | 7  | 4 | 3  | 21 | 10 | +11 | 25 | Kijutott a 2022-es világbajnokságra     |     | 1–1    | 2–0    | —                         | 2–1        | 5–1    | 2–0     | 1–0      | 3–0      |
| 4. | Costa Rica       | 14 | 7  | 4 | 3  | 13 | 8  | +5  | 25 | Interkontinetális pótselejtezőbe jutott |     | 1–0    | 0–1    | 2–0                       | —          | 1–0    | 1–1     | 2–1      | 2–1      |
| 5. | Panama           | 14 | 6  | 3 | 5  | 17 | 19 | −2  | 21 |                                         |     | 1–0    | 1–1    | 1–0                       | 0–0        | —      | 3–2     | 2–1      | 1–1      |
| 6. | Jamaica          | 14 | 2  | 5 | 7  | 12 | 22 | −10 | 11 |                                         | 0–0 | 1–2    | 1–1    | 0–1                       | 0–3        | —      | 1–1     | 2–1      |          |
| 7. | Salvador         | 14 | 2  | 4 | 8  | 8  | 18 | −10 | 10 |                                         | 0–2 | 0–2    | 0–0    | 1–2                       | 1–0        | 1–1    | —       | 0–0      |          |
| 8. | Honduras         | 14 | 0  | 4 | 10 | 7  | 26 | −19 | 4  |                                         | 0–2 | 0–1    | 1–4    | 0–0                       | 2–3        | 0–2    | 0–2     | —        |          |

### Óceánia (OFC)
(0 vagy 1 hely)
- Előselejtező: 2 csapat vett részt, a győztes a minitornába jutott.
- Minitorna: 7 csapat és az előselejtező győztese vett részt. A csapatokat két darab négycsapatos csoportba sorsolták, ahol egyszer játszottak egymással. Az első két helyezett az egyenes kieséses szakaszba jutott. A győztes interkontinentális pótselejtezőn vett részt.

Egyenes kieséses szakasz
|  |                                  |                  |           |                                  |   |                  |                  |       |
|  | Elődöntők                        | Elődöntők        | Elődöntők |                                  |   | Döntő            | Döntő            | Döntő |
|  | Elődöntők                        | Elődöntők        | Elődöntők |                                  |   | Döntő            | Döntő            | Döntő |
|  | március 27. – Doha (Grand Hamad) |                  |           |                                  |   |                  |                  |       |
|  |                                  |                  |           |                                  |   |                  |                  |       |
|  | Salamon-szigetek                 | Salamon-szigetek | 3         |                                  |   |                  |                  |       |
|  | Salamon-szigetek                 | Salamon-szigetek | 3         | március 30. – Doha (Grand Hamad) |   |                  |                  |       |
|  | Pápua Új-Guinea                  | Pápua Új-Guinea  | 2         |                                  |   |                  |                  |       |
|  | Pápua Új-Guinea                  | Pápua Új-Guinea  | 2         |                                  |   | Salamon-szigetek | Salamon-szigetek | 0     |
|  | március 27. – Doha (Grand Hamad) |                  |           |                                  |   | Salamon-szigetek | Salamon-szigetek | 0     |
|  |                                  |                  | Új-Zéland | Új-Zéland                        | 5 |                  |                  |       |
|  | Új-Zéland                        | Új-Zéland        | Új-Zéland | Új-Zéland                        | 5 | 1                |                  |       |
|  | Új-Zéland                        | Új-Zéland        |           |                                  |   |                  |                  |       |
|  | Tahiti                           | Tahiti           | 0         |                                  |   |                  |                  |       |
|  | Tahiti                           | Tahiti           | 0         |                                  |   |                  |                  |       |
|  |                                  |                  |           |                                  |   |                  |                  |       |

### Európa (UEFA)
(13 hely)
Összesen 55 európai válogatott vett részt a selejtezőn. A 2020–2021-es UEFA Nemzetek Ligája részben kapcsolódott a világbajnoki selejtezőhöz. Két csapat a Nemzetek Ligájából került a második fordulóba.
Az európai selejtező fordulói:
- Első forduló: 55 csapat vett részt. A csapatokat tíz darab csoportba sorsolták, amelyből öt darab ötcsapatos és öt darab hatcsapatos volt. A csapatok körmérkőzéses oda-visszavágós rendszerben mérkőztek meg egymással. A 10 csoportgyőztes kijutott a világbajnokságra, a második helyezettek a második fordulóba jutottak.
- Második forduló: 12 csapat vett részt. A 10 második helyezetthez csatlakozott az UEFA Nemzetek Ligájából az összesített rangsor alapján az a két legjobb csoportgyőztes, amely nem jutott ki a világbajnokságra vagy nem jutott be a második fordulóba. A 12 csapatot három ágra sorsolták, áganként négy csapatot. Az ágak egyenként két elődöntőből és egy döntőből álltak, mindegyik mérkőzésre a hazai pályán játszó csapatot sorsolták. A három ág győztese kijutott a világbajnokságra.

Az első forduló végeredménye
A csoport
| Hely. | Csapat       | M | Gy | D | V | G+ | G– | Gk  | P  | Továbbjutás                         |     | Szerbia | Portugália | Írország | Luxemburg | Azerbajdzsán |
| ----- | ------------ | - | -- | - | - | -- | -- | --- | -- | ----------------------------------- | --- | ------- | ---------- | -------- | --------- | ------------ |
| 1.    | Szerbia      | 8 | 6  | 2 | 0 | 18 | 9  | +9  | 20 | Kijutott a 2022-es világbajnokságra |     | —       | 2–2        | 3–2      | 4–1       | 3–1          |
| 2.    | Portugália   | 8 | 5  | 2 | 1 | 17 | 6  | +11 | 17 | Pótselejtezőn vett részt            |     | 1–2     | —          | 2–1      | 5–0       | 1–0          |
| 3.    | Írország     | 8 | 2  | 3 | 3 | 11 | 8  | +3  | 9  |                                     |     | 1–1     | 0–0        | —        | 0–1       | 1–1          |
| 4.    | Luxemburg    | 8 | 3  | 0 | 5 | 8  | 18 | −10 | 9  |                                     | 0–1 | 1–3     | 0–3        | —        | 2–1       |              |
| 5.    | Azerbajdzsán | 8 | 0  | 1 | 7 | 5  | 18 | −13 | 1  |                                     | 1–2 | 0–3     | 0–3        | 1–3      | —         |              |

B csoport
| Hely. | Csapat        | M | Gy | D | V | G+ | G– | Gk  | P  | Továbbjutás                         |     | Spanyolország | Svédország | Görögország | Grúzia | Koszovó |
| ----- | ------------- | - | -- | - | - | -- | -- | --- | -- | ----------------------------------- | --- | ------------- | ---------- | ----------- | ------ | ------- |
| 1.    | Spanyolország | 8 | 6  | 1 | 1 | 15 | 5  | +10 | 19 | Kijutott a 2022-es világbajnokságra |     | —             | 1–0        | 1–1         | 4–0    | 3–1     |
| 2.    | Svédország    | 8 | 5  | 0 | 3 | 12 | 6  | +6  | 15 | Pótselejtezőn vett részt            |     | 2–1           | —          | 2–0         | 1–0    | 3–0     |
| 3.    | Görögország   | 8 | 2  | 4 | 2 | 8  | 8  | 0   | 10 |                                     |     | 0–1           | 2–1        | —           | 1–1    | 1–1     |
| 4.    | Grúzia        | 8 | 2  | 1 | 5 | 6  | 12 | −6  | 7  |                                     | 1–2 | 2–0           | 0–2        | —           | 0–1    |         |
| 5.    | Koszovó       | 8 | 1  | 2 | 5 | 5  | 15 | −10 | 5  |                                     | 0–2 | 0–3           | 1–1        | 1–2         | —      |         |

C csoport
| Hely. | Csapat         | M | Gy | D | V | G+ | G– | Gk  | P  | Továbbjutás                         |     | Svájc | Olaszország | Észak-Írország | Bulgária | Litvánia |
| ----- | -------------- | - | -- | - | - | -- | -- | --- | -- | ----------------------------------- | --- | ----- | ----------- | -------------- | -------- | -------- |
| 1.    | Svájc          | 8 | 5  | 3 | 0 | 15 | 2  | +13 | 18 | Kijutott a 2022-es világbajnokságra |     | —     | 0–0         | 2–0            | 4–0      | 1–0      |
| 2.    | Olaszország    | 8 | 4  | 4 | 0 | 13 | 2  | +11 | 16 | Pótselejtezőn vett részt            |     | 1–1   | —           | 2–0            | 1–1      | 5–0      |
| 3.    | Észak-Írország | 8 | 2  | 3 | 3 | 6  | 7  | −1  | 9  |                                     |     | 0–0   | 0–0         | —              | 0–0      | 1–0      |
| 4.    | Bulgária       | 8 | 2  | 2 | 4 | 6  | 14 | −8  | 8  |                                     | 1–3 | 0–2   | 2–1         | —              | 1–0      |          |
| 5.    | Litvánia       | 8 | 1  | 0 | 7 | 4  | 19 | −15 | 3  |                                     | 0–4 | 0–2   | 1–4         | 3–1            | —        |          |

D csoport
| Hely. | Csapat              | M | Gy | D | V | G+ | G– | Gk  | P  | Továbbjutás                         |     | Franciaország | Ukrajna | Finnország | Bosznia-Hercegovina | Kazahsztán |
| ----- | ------------------- | - | -- | - | - | -- | -- | --- | -- | ----------------------------------- | --- | ------------- | ------- | ---------- | ------------------- | ---------- |
| 1.    | Franciaország       | 8 | 5  | 3 | 0 | 18 | 3  | +15 | 18 | Kijutott a 2022-es világbajnokságra |     | —             | 1–1     | 2–0        | 1–1                 | 8–0        |
| 2.    | Ukrajna             | 8 | 2  | 6 | 0 | 11 | 8  | +3  | 12 | Pótselejtezőn vett részt.           |     | 1–1           | —       | 1–1        | 1–1                 | 1–1        |
| 3.    | Finnország          | 8 | 3  | 2 | 3 | 10 | 10 | 0   | 11 |                                     |     | 0–2           | 1–2     | —          | 2–2                 | 1–0        |
| 4.    | Bosznia-Hercegovina | 8 | 1  | 4 | 3 | 9  | 12 | −3  | 7  |                                     | 0–1 | 0–2           | 1–3     | —          | 2–2                 |            |
| 5.    | Kazahsztán          | 8 | 0  | 3 | 5 | 5  | 20 | −15 | 3  |                                     | 0–2 | 2–2           | 0–2     | 0–2        | —                   |            |

E csoport
| Hely. | Csapat           | M | Gy | D | V | G+ | G– | Gk  | P  | Továbbjutás                                        |     | Belgium | Wales | Csehország | Észtország | Fehéroroszország |
| ----- | ---------------- | - | -- | - | - | -- | -- | --- | -- | -------------------------------------------------- | --- | ------- | ----- | ---------- | ---------- | ---------------- |
| 1.    | Belgium          | 8 | 6  | 2 | 0 | 25 | 6  | +19 | 20 | Kijutott a 2022-es világbajnokságra                |     | —       | 3–1   | 3–0        | 3–1        | 8–0              |
| 2.    | Wales            | 8 | 4  | 3 | 1 | 14 | 9  | +5  | 15 | Pótselejtezőn vett részt                           |     | 1–1     | —     | 1–0        | 0–0        | 5–1              |
| 3.    | Csehország       | 8 | 4  | 2 | 2 | 14 | 9  | +5  | 14 | Pótselejtezőn vett részt a Nemzetek Ligája alapján |     | 1–1     | 2–2   | —          | 2–0        | 1–0              |
| 4.    | Észtország       | 8 | 1  | 1 | 6 | 9  | 21 | −12 | 4  |                                                    |     | 2–5     | 0–1   | 2–6        | —          | 2–0              |
| 5.    | Fehéroroszország | 8 | 1  | 0 | 7 | 7  | 24 | −17 | 3  |                                                    | 0–1 | 2–3     | 0–2   | 4–2        | —          |                  |

F csoport
| Hely. | Csapat   | M  | Gy | D | V | G+ | G– | Gk  | P  | Továbbjutás                                        |     | Dánia | Skócia | Izrael | Ausztria | Feröer | Moldova |
| ----- | -------- | -- | -- | - | - | -- | -- | --- | -- | -------------------------------------------------- | --- | ----- | ------ | ------ | -------- | ------ | ------- |
| 1.    | Dánia    | 10 | 9  | 0 | 1 | 30 | 3  | +27 | 27 | Kijutott a 2022-es világbajnokságra                |     | —     | 2–0    | 5–0    | 1–0      | 3–1    | 8–0     |
| 2.    | Skócia   | 10 | 7  | 2 | 1 | 17 | 7  | +10 | 23 | Pótselejtezőn vett részt                           |     | 2–0   | —      | 3–2    | 2–2      | 4–0    | 1–0     |
| 3.    | Izrael   | 10 | 5  | 1 | 4 | 23 | 21 | +2  | 16 |                                                    |     | 0–2   | 1–1    | —      | 5–2      | 3–2    | 2–1     |
| 4.    | Ausztria | 10 | 5  | 1 | 4 | 19 | 17 | +2  | 16 | Pótselejtezőn vett részt a Nemzetek Ligája alapján |     | 0–4   | 0–1    | 4–2    | —        | 3–1    | 4–1     |
| 5.    | Feröer   | 10 | 1  | 1 | 8 | 7  | 23 | −16 | 4  |                                                    |     | 0–1   | 0–1    | 0–4    | 0–2      | —      | 2–1     |
| 6.    | Moldova  | 10 | 0  | 1 | 9 | 5  | 30 | −25 | 1  |                                                    | 0–4 | 0–2   | 1–4    | 0–2    | 1–1      | —      |         |

G csoport
| Hely. | Csapat      | M  | Gy | D | V  | G+ | G– | Gk  | P  | Továbbjutás                         |     | Hollandia | Törökország | Norvégia | Montenegró | Lettország | Gibraltár (brit tengerentúli terület) |
| ----- | ----------- | -- | -- | - | -- | -- | -- | --- | -- | ----------------------------------- | --- | --------- | ----------- | -------- | ---------- | ---------- | ------------------------------------- |
| 1.    | Hollandia   | 10 | 7  | 2 | 1  | 33 | 8  | +25 | 23 | Kijutott a 2022-es világbajnokságra |     | —         | 6–1         | 2–0      | 4–0        | 2–0        | 6–0                                   |
| 2.    | Törökország | 10 | 6  | 3 | 1  | 27 | 16 | +11 | 21 | Pótselejtezőn vett részt.           |     | 4–2       | —           | 1–1      | 2–2        | 3–3        | 6–0                                   |
| 3.    | Norvégia    | 10 | 5  | 3 | 2  | 15 | 8  | +7  | 18 |                                     |     | 1–1       | 0–3         | —        | 2–0        | 0–0        | 5–1                                   |
| 4.    | Montenegró  | 10 | 3  | 3 | 4  | 14 | 15 | −1  | 12 |                                     | 2–2 | 1–2       | 0–1         | —        | 0–0        | 4–1        |                                       |
| 5.    | Lettország  | 10 | 2  | 3 | 5  | 11 | 14 | −3  | 9  |                                     | 0–1 | 1–2       | 0–2         | 1–2      | —          | 3–1        |                                       |
| 6.    | Gibraltár   | 10 | 0  | 0 | 10 | 4  | 43 | −39 | 0  |                                     | 0–7 | 0–3       | 0–3         | 0–3      | 1–3        | —          |                                       |

H csoport
| Hely. | Csapat       | M  | Gy | D | V | G+ | G– | Gk  | P  | Továbbjutás                         |     | Horvátország | Oroszország | Szlovákia | Szlovénia | Ciprusi Köztársaság | Málta |
| ----- | ------------ | -- | -- | - | - | -- | -- | --- | -- | ----------------------------------- | --- | ------------ | ----------- | --------- | --------- | ------------------- | ----- |
| 1.    | Horvátország | 10 | 7  | 2 | 1 | 21 | 4  | +17 | 23 | Kijutott a 2022-es világbajnokságra |     | —            | 1–0         | 2–2       | 3–0       | 1–0                 | 3–0   |
| 2.    | Oroszország  | 10 | 7  | 1 | 2 | 19 | 6  | +13 | 22 | Pótselejtezőn vett részt            |     | 0–0          | —           | 1–0       | 2–1       | 6–0                 | 2–0   |
| 3.    | Szlovákia    | 10 | 3  | 5 | 2 | 17 | 10 | +7  | 14 |                                     |     | 0–1          | 2–1         | —         | 2–2       | 2–0                 | 2–2   |
| 4.    | Szlovénia    | 10 | 4  | 2 | 4 | 13 | 12 | +1  | 14 |                                     | 1–0 | 1–2          | 1–1         | —         | 2–1       | 1–0                 |       |
| 5.    | Ciprus       | 10 | 1  | 2 | 7 | 4  | 21 | −17 | 5  |                                     | 0–3 | 0–2          | 0–0         | 1–0       | —         | 2–2                 |       |
| 6.    | Málta        | 10 | 1  | 2 | 7 | 9  | 30 | −21 | 5  |                                     | 1–7 | 1–3          | 0–6         | 0–4       | 3–0       | —                   |       |

I csoport
| Hely. | Csapat        | M  | Gy | D | V  | G+ | G– | Gk  | P  | Továbbjutás                         |      | Anglia | Lengyelország | Albánia | Magyarország | Andorra | San Marino |
| ----- | ------------- | -- | -- | - | -- | -- | -- | --- | -- | ----------------------------------- | ---- | ------ | ------------- | ------- | ------------ | ------- | ---------- |
| 1.    | Anglia        | 10 | 8  | 2 | 0  | 39 | 3  | +36 | 26 | Kijutott a 2022-es világbajnokságra |      | —      | 2–1           | 5–0     | 1–1          | 4–0     | 5–0        |
| 2.    | Lengyelország | 10 | 6  | 2 | 2  | 30 | 11 | +19 | 20 | Pótselejtezőn vett részt            |      | 1–1    | —             | 4–1     | 1–2          | 3–0     | 5–0        |
| 3.    | Albánia       | 10 | 6  | 0 | 4  | 12 | 12 | 0   | 18 |                                     |      | 0–2    | 0–1           | —       | 1–0          | 1–0     | 5–0        |
| 4.    | Magyarország  | 10 | 5  | 2 | 3  | 19 | 13 | +6  | 17 |                                     | 0–4  | 3–3    | 0–1           | —       | 2–1          | 4–0     |            |
| 5.    | Andorra       | 10 | 2  | 0 | 8  | 8  | 24 | −16 | 6  |                                     | 0–5  | 1–4    | 0–1           | 1–4     | —            | 2–0     |            |
| 6.    | San Marino    | 10 | 0  | 0 | 10 | 1  | 46 | −45 | 0  |                                     | 0–10 | 1–7    | 0–2           | 0–3     | 0–3          | —       |            |

J csoport
| Hely. | Csapat          | M  | Gy | D | V | G+ | G– | Gk  | P  | Továbbjutás                         |     | Németország | Észak-Macedónia | Románia | Örményország | Izland | Liechtenstein |
| ----- | --------------- | -- | -- | - | - | -- | -- | --- | -- | ----------------------------------- | --- | ----------- | --------------- | ------- | ------------ | ------ | ------------- |
| 1.    | Németország     | 10 | 9  | 0 | 1 | 36 | 4  | +32 | 27 | Kijutott a 2022-es világbajnokságra |     | —           | 1–2             | 2–1     | 6–0          | 3–0    | 9–0           |
| 2.    | Észak-Macedónia | 10 | 5  | 3 | 2 | 23 | 11 | +12 | 18 | Pótselejtezőn vett részt            |     | 0–4         | —               | 0–0     | 0–0          | 3–1    | 5–0           |
| 3.    | Románia         | 10 | 5  | 2 | 3 | 13 | 8  | +5  | 17 |                                     |     | 0–1         | 3–2             | —       | 1–0          | 0–0    | 2–0           |
| 4.    | Örményország    | 10 | 3  | 3 | 4 | 9  | 20 | −11 | 12 |                                     | 1–4 | 0–5         | 3–2             | —       | 2–0          | 1–1    |               |
| 5.    | Izland          | 10 | 2  | 3 | 5 | 12 | 18 | −6  | 9  |                                     | 0–4 | 2–2         | 0–2             | 1–1     | —            | 4–0    |               |
| 6.    | Liechtenstein   | 10 | 0  | 1 | 9 | 2  | 34 | −32 | 1  |                                     | 0–2 | 0–4         | 0–2             | 0–1     | 1–4          | —      |               |

Második forduló
A ág
| 1. csapat | Eredmény | 2. csapat |
| --------- | -------- | --------- |
| Elődöntők |          |           |
| Skócia    | 1–3      | Ukrajna   |
| Wales     | 2–1      | Ausztria  |
| Döntő     |          |           |
| Wales     | 1–0      | Ukrajna   |

B ág
| 1. csapat     | Eredmény | 2. csapat     |
| ------------- | -------- | ------------- |
| Elődöntők     |          |               |
| Oroszország   | törölve  | Lengyelország |
| Svédország    | 1–0      | Csehország    |
| Döntő         |          |               |
| Lengyelország | 2–0      | Svédország    |

C ág
| 1. csapat   | Eredmény | 2. csapat       |
| ----------- | -------- | --------------- |
| Elődöntők   |          |                 |
| Olaszország | 0–1      | Észak-Macedónia |
| Portugália  | 3–1      | Törökország     |
| Döntő       |          |                 |
| Portugália  | 2–0      | Észak-Macedónia |

## Interkontinentális pótselejtezők

### AFC – CONMEBOL
| 1. csapat  | Eredmény     | 2. csapat |
| ---------- | ------------ | --------- |
| Ausztrália | 0–0 (t. 5–4) | Peru      |

### CONCACAF – OFC
| 1. csapat  | Eredmény | 2. csapat |
| ---------- | -------- | --------- |
| Costa Rica | 1–0      | Új-Zéland |